# 厩橋

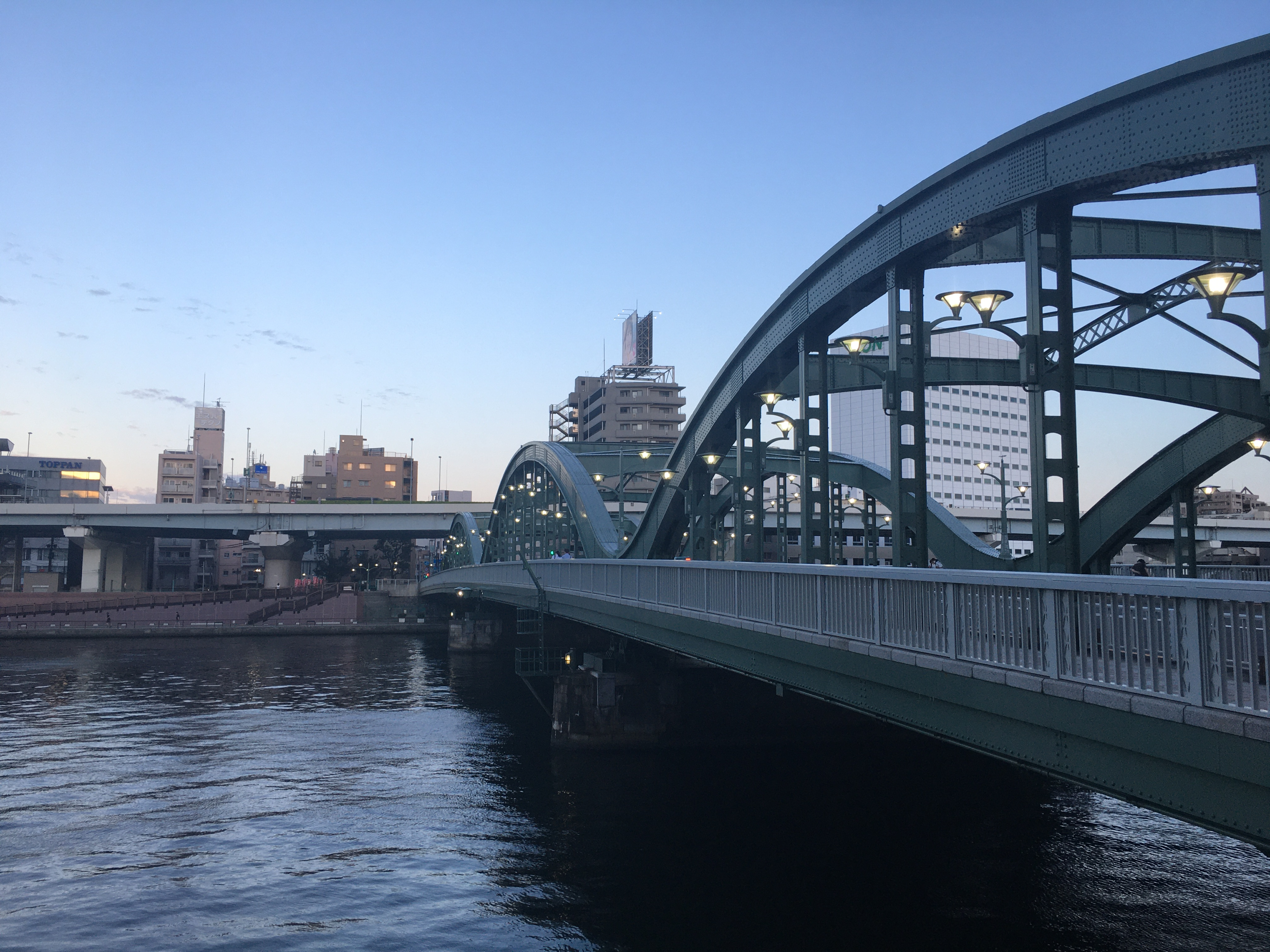
厩橋 (2021年7月)

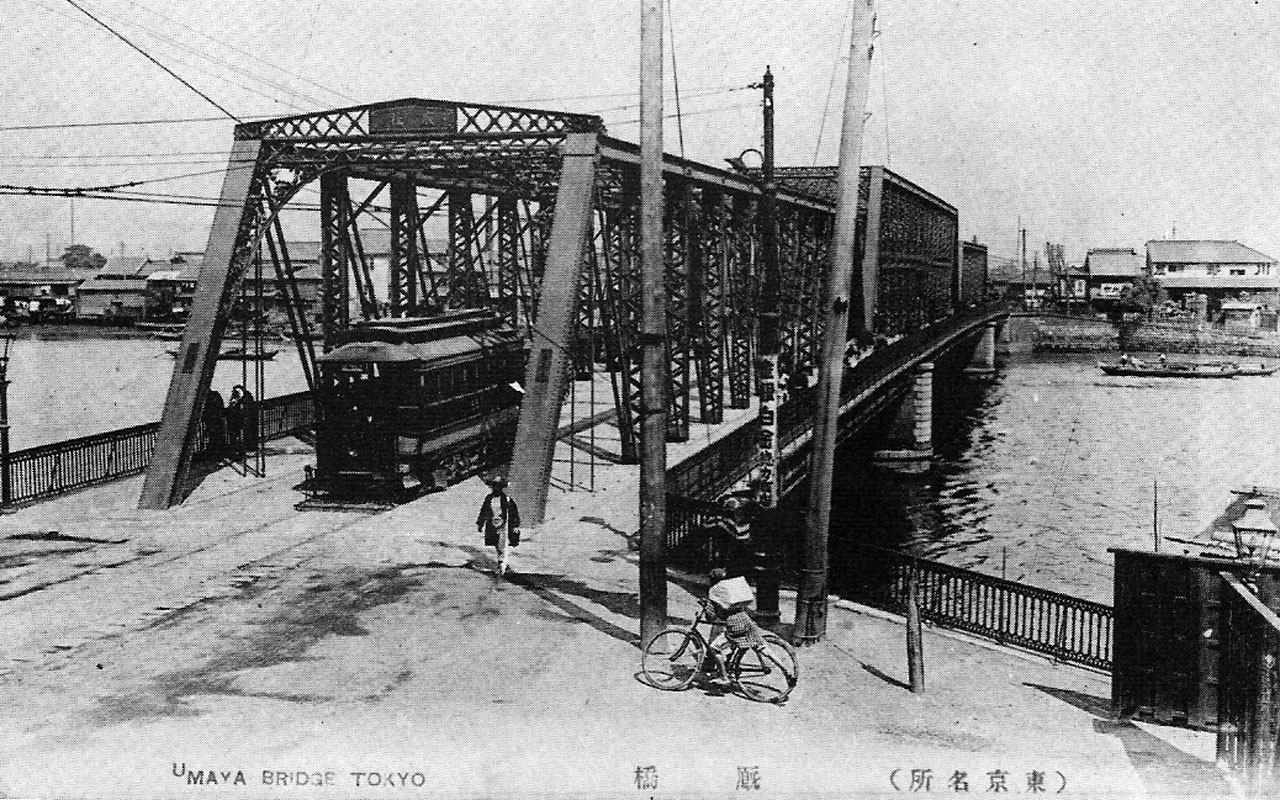
1893年完成の旧鉄橋

厩橋（うまやばし）は、隅田川にかかる橋で、東京都道453号本郷亀戸線（春日通り）を通す。西岸は台東区蔵前二丁目および駒形二丁目を分かち、東岸は墨田区本所一丁目。現在の橋は長さ151.4m、幅24.5mの三連アーチ橋で、関東大震災の復興事業として1929年（昭和4年）に完成した。
橋全体に馬を連想させるレリーフなどが施されている。橋名は西岸にあった「御厩河岸（蔵前の米蔵の荷駄馬用の厩）」にちなむ。

## 歴史
元々は江戸時代の元禄年間頃から続いていた「御厩の渡し」のあった場所である。
1872年（明治5年）に花見客の人出でこの渡し舟が転覆する事故があった。以前から転覆事故が多く「三途の渡し」と揶揄されていたこともあり、民間の手により架橋されることになり、1874年（明治7年）10月6日に完成。長さ511尺（約150 m）、幅20尺（約6 m）の木橋が架けられたと伝えられる。現在よりも約100 m ほど下流の位置にあった。
この橋は老朽化のために東京府によってプラットトラス形式で長さ86間（約154 m）の鉄橋に架け替えられた。1893年（明治26年）5月6日に完成した。
鉄橋の建設に伴って1890年（明治23年）には現在の春日通りの建設計画が持ち上がった。当時の厩橋近辺は湿地帯で沼地が多く広い道がなかったため、本所方面から上野広小路へ、東西に直接接続しようと図ったものである。しかしながら土地買収が難航し、開通は1895年（明治28年）になってからである。1923年（大正12年）9月1日に発生した関東大震災で被災し、その復興計画により架橋されたのが現在の橋である。
1987年から1989年にかけての隅田川著名橋整備事業で補修・補強や装飾が行なわれ、親柱上部には馬が浮かび上がるステンドグラスが取り付けられた。
付近地下に都営地下鉄大江戸線が通っているが、厩橋の橋脚・橋台を迂回するよう、2本のシールドトンネルが凸レンズ状の曲線（曲率半径200 m）を描く線形となっており、建設時には重要構造物に対する計測を行いつつ慎重な掘削管理が行われた。

## 現在の橋の概要
- 構造形式 3径間下路式[1]タイドアーチ橋
- 橋長 151.4 m[1]
- 幅員 24.5 m[1]
- 着工 1926年（大正15年）9月
- 竣工 1929年（昭和4年）9月
- 施工主体 東京市復興局
- 設計 東京市土木局[1]
- 橋桁制作 浅野造船所

## 隣の橋
- 隅田川

（上流） - 吾妻橋 - 駒形橋 - 厩橋 - 蔵前橋 - 蔵前専用橋 - （下流）
前後の橋と共に、日没15分後から午後11時までライトアップが実施される。